# 贝恩德·哈恩
贝恩德·哈恩（德語：Bernd Hahn，1954年11月16日—），德国男子雪橇运动员。他曾代表东德参加1974年和1981年世界雪橇锦标赛，获得二枚金牌。他也参加了1976年和1980年冬季奥运会。